# Municipio de Ures
El Municipio de Ures es uno de los 72 municipios en que se encuentra dividido el estado mexicano de Sonora, su cabecera es el pueblo de Heroica Ciudad de Ures.

## Demografía
De acuerdo a los resultados del Censo de Población y Vivienda de 2020 realizado por el Instituto Nacional de Estadística y Geografía, la población total de Pitiquito es de 8 548 habitantes, de los cuales 4 451 son hombres y 4 097 son mujeres.

### Localidades
El municipio de Ures tiene un total de 139 localidades, las principales y su población en 2020 son las que a continuación se enlistan:
| Código | Localidad                                                            | Población |
| INEGI  | Total Municipio                                                      | 8 548     |
| 0001   | Heroica Ciudad de Ures 29°25′41″N 110°23′22″O / 29.42806, -110.38944 | 3 619     |
| 0076   | San Pedro de Ures 29°25′53″N 110°22′1″O / 29.43139, -110.36694       | 1 453     |
| 0030   | Guadalupe de Ures 29°23′4″N 110°26′46″O / 29.38444, -110.44611       | 904       |
| 0005   | Pueblo de Álamos 29°12′25″N 110°8′25″O / 29.20694, -110.14028        | 517       |
| 0082   | El Sauz de Ures 29°23′54″N 110°26′15″O / 29.39833, -110.43750        | 432       |
| 0077   | San Rafael 29°22′21″N 110°27′55″O / 29.37250, -110.46528             | 333       |
| 0081   | Santiago de Ures 29°26′19″N 110°24′45″O / 29.43861, -110.41250       | 267       |